# Маяк Ориент-Пойнт
Маяк Ориент-Пойнт (англ. Orient Point Light) — маяк, расположенный в проливе Плам-Гут между островами Лонг-Айленд и Плам, округ Саффолк, штат Нью-Йорк, США. Построен в 1899 году. Автоматизирован в 1954 году.

## Местоположение
Маяк расположен  в проливе Плам-Гут между островами Лонг-Айленд и Плам, где присутствует множество опасных для судоходства мелей и рифов, обеспечивая безопасную навигацию. Подобные одиноко стоящие среди толщи воды маяки называют «маяки-свечки» (англ. sparkplug lighthouse), поскольку по форме они напоминают автомобильную свечу зажигания.

## История
Пролив Плам-Гут (англ. Plum Gut — дословно «сливовая кишка») назван так не случайно: он изобилует мелями и рифами, и безопасный для судоходства путь очень узкий. Маяк в этом месте планировалось построить в 1874 году, однако из-за сложных условий строительства эти планы были отложены. 4 июня 1897 года Конгресс США, наконец, выделил 30 000$ на строительство маяка. 10 ноября 1899 года строительство было завершено. Маяк представлял собой белую чугунную башню, облицованную кирпичом, на гранитном фундаменте, высотой 16 метров. Вокруг фундамента была насыпана защитная отсыпь. Для освещения использовалась линза Френеля. В 1900 году на маяк был установлен противотуманный сигнал. Береговая охрана США автоматизировала маяк в 1954 году. В 2013 году маяк был продан на аукционе за 252 000$ частному владельцу.
В 2006 году он был включен в Национальный реестр исторических мест.